# Katy Jurado
María Cristina Estela Marcela Jurado García (Ciudad de México, 16 de enero de 1924-Cuernavaca, Morelos, 5 de julio de 2002), conocida como Katy Jurado, fue una actriz mexicana. Jurado comenzó su carrera como actriz en 1943 participando en la película mexicana No matarás. Para 1951, fue descubierta por el cineasta estadounidense Budd Boetticher y daría inicio a una carrera en Hollywood, siendo la cinta The Bullfighter and The Lady (1951) su primer trabajo en el cine de ese país. 
Su calidad histriónica llamó llamaron la atención de los productores de Hollywood. Desde entonces, se convirtió en elenco habitual en películas wéstern de las décadas de 1950 y 1960. Trabajó en varios filmes del género pertenecientes al cine clásico de Hollywood, entre los cuales destacan; Arrowhead (1953), One-Eyed Jacks (1960) y Pat Garrett & Billy the Kid (1973).
En 1952, se convirtió en la primera actriz latinoamericana en ganar el Globo de Oro, por su actuación en la cinta High Noon (1952), y en 1954, la primera en ser nominada a un Premio Óscar, por su trabajo en la película Broken Lance (1954).

## Biografía y carrera

### 1924-1941: primeros años e inicios actorales
María Cristina Estela Marcela Jurado García nació el 16 de enero de 1924 en la calle de Zacatecas, en la Colonia Roma de la Ciudad de México, México, hija de Luis Jurado Ochoa, abogado y terrateniente, y de Vicenta Estela García de la Garza de Jurado. Tuvo dos hermanos, Raúl y Óscar Sergio. Su abuelo era de origen andaluz. En su juventud, su madre fue cantante y trabajó en la XEW, la estación radiofónica más importante de Iberoamérica en su momento. Su tío fue el músico Belisario de Jesús García, autor de populares canciones mexicanas como Las cuatro milpas. Katy también era prima de Emilio Portes Gil, quien fue presidente de México entre 1928 y 1930.
Jurado cursó sus primeros estudios en un colegio religioso dirigido por monjas teresianas en la colonia Guadalupe Inn de Ciudad de México. Finalmente cursó la carrera de secretaria bilingüe. Ella deseaba convertirse en abogada. Sin embargo, su belleza pronto comenzó a llamar la atención de algunos productores de cine. El cineasta Emilio Fernández la invitó a realizar un personaje en su ópera prima como director, La isla de la pasión (1941). Sin embargo, y pese a que su padrino era el popular actor mexicano Pedro Armendáriz, los padres de Katy no daban su consentimiento para que ella actuara.

### 1941-1951: éxito inicial en México
Más tarde, el productor Mauricio de la Serna le ofreció a Katy un personaje en la película No matarás. Ella firmó el contrato sin la autorización de sus padres, quienes, al enterarse, amenazaron con enviarla a un internado en Monterrey. Por este tiempo, Katy ya había conocido al entonces aspirante a actor Víctor Velázquez. La pareja se casó al poco tiempo y Katy se vio libre de la batuta de sus padres.
Katy debutó en la película No matarás, de Chano Urueta, en 1943. Dotada de una belleza impresionante y una personalidad asertiva, Katy se especializó en interpretar a mujeres perversas y seductoras en una amplia variedad de películas. Su segunda película fue Internado para señoritas (1943). En ese mismo año, tuvo su primer éxito con su tercera película, La vida inútil de Pito Pérez. Otras de sus primeras películas más destacadas en este periodo fueron Balajú de 1944, Rosa del Caribe de 1945, Guadalajara pues, El último chinaco, y Hay lugar para dos, las tres de 1946. Luego de procrear a Víctor Hugo y Sandra, sus dos hijos con Velázquez, Jurado se divorció de él en 1946. En 1948, formó parte de la cinta Nosotros los pobres.

### 1951-1968: estrellato en Estados Unidos

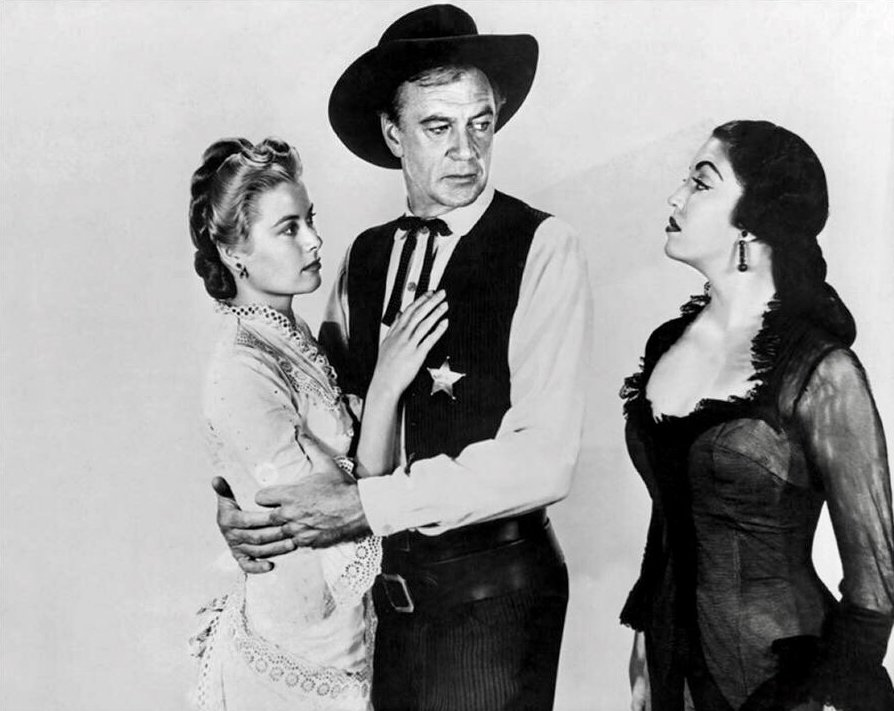
Jurado (vestido negro), Grace Kelly y Gary Cooper en High Noon (1952).

Además de actuar, Katy trabajó como columnista de cine, periodista de radio y crítica taurina para mantener a su familia. Estaba en esta labor cuando el cineasta estadounidense Budd Boetticher y el actor John Wayne la vieron en una corrida de toros. Boetticher invitó a Jurado a su película de 1951 The Bullfighter and the Lady, junto a Robert Stack, como la esposa de un matador anciano, interpretado por Gilbert Roland. La película se realizó en locaciones en México. En ese momento, Katy tenía conocimientos muy limitados del inglés, así que memorizó sus líneas y se las aprendió fonéticamente. A pesar de esta desventaja, su buen comportamiento atrajo la atención del productor Stanley Kramer. Kramer le dio un papel en el clásico wéstern High Noon, protagonizado por Gary Cooper y Grace Kelly. Jurado rápidamente aprendió a hablar inglés para el papel, estudiando y tomando clases dos horas al día durante dos meses. Tuvo un desempeño extraordinario interpretando a Helen Ramírez, dueña de una cantina y antiguo amor del personaje interpretado por Cooper. Ella ganó un Globo de Oro a la Mejor actriz de reparto y obtuvo el aplauso generalizado en la industria cinematográfica estadounidense.

Katy Jurado con Charlton Heston en Arrowhead (1953).

A pesar de su notable éxito en Hollywood en la década de 1950, Katy continuó realizando algunas películas en México. En 1953 protagonizó El bruto, de Luis Buñuel, junto a Pedro Armendáriz, por la que recibió un Premio Ariel. En México realiza dos cintas más en ese año: El corazón y la espada y Tehuantepec. Ambas cintas se rodaron simultáneamente en inglés, aprovechando el éxito creciente de Katy en el mercado anglosajón. En Hollywood Katy protagonizó Arrowhead, con Charlton Heston y Jack Palance, interpretando a una mujer comanche, el interés amoroso del personaje de Heston. 
En 1954, Dolores del Río se ve imposibilitada para trabajar en Hollywood en la cinta Broken Lance, de Edward Dmytryk, donde interpretaría a la esposa comanche del personaje de Spencer Tracy. Dolores había sido acusada de ser simpatizante del comunismo en la era del macartismo. Katy fue seleccionada para sustituirla. Al principio, hubo resistencia de los productores para que interpretara al personaje debido a su juventud. Los estudios la querían fuera de la película, pero Jurado pidió 24 horas para que revisaran sus escenas. Después del minucioso examen, los estudios quedaron completamente impresionados con el trabajo de la actriz. Gracias al estupendo trabajo realizado en esta cinta, la actriz recibió una nominación al Premio Óscar a la mejor actriz de reparto.
En 1954, Katy actuó con Kirk Douglas y César Romero en la película The Racers, de Henry Hathaway, filmada en Francia, Italia y España. En 1955, Katy viajó a Italia para el rodaje de Trapeze, dirigida por Carol Reed, con Burt Lancaster y Tony Curtis. En ese mismo año filmó la cinta Trial, dirigida por Mark Robson, con Glenn Ford y Arthur Kennedy. Esta cinta era un drama sobre un niño mexicano acusado injustamente de violar a una chica blanca. Katy interpretaba a la madre del acusado. Por este papel, fue nominada de nuevo para el Globo de Oro a la Mejor actriz de reparto.
En 1956 debutó en Broadway, protagonizando Filomena Marturano junto a Raf Vallone. Finalmente, participó en una serie de wésterns como Man from Del Rio, con Anthony Quinn (1956), Dragoon Wells Massacre (1958), con Barry Sullivan, y The Badlanders (1958), al lado de su segundo esposo, Ernest Borgnine.
Más tarde se unió a Marlon Brando para filmar la única cinta dirigida por el actor: One-Eyed Jacks (1960). Katy interpretó en ella el papel de la esposa del personaje de Karl Malden y madre del personaje de la joven actriz mexicana Pina Pellicer.
En 1960, Katy participó en algunas producciones italianas de Dino de Laurentiis, como Barrabás (1961), con Anthony Quinn, e I briganti italiani, dirigida por Mario Camerini. 
En 1961, Katy regresa a México para actuar en dos cintas, Y Dios la llamó Tierra, junto a Ignacio López Tarso, y La bandida, junto a María Félix, Pedro Armendáriz y Emilio Fernández.
Jurado regresó a Hollywood en 1965, con la película Smoky. En 1966, interpretó a la madre del personaje de George Maharis en A Covenant With Death. En 1968 apareció en la película Stay Away, Joe (1968), interpretando a la madrastra del personaje de Elvis Presley. En 1966, Katy repitió su papel de Helen Ramírez de High Noon (1952) en un programa de televisión llamado The Clock Strikes, que coprotagonizaba Peter Fonda como el hijo de Will Kane. Después de un intento de suicidio, motivado por la depresión resultado de su segundo divorcio en 1968, Katy se mudó a México permanentemente, aunque continuó apareciendo en películas estadounidenses como actriz de soporte.

### 1968-2002: trabajos posteriores
En los años posteriores, Katy alternó sus apariciones en el cine mexicano con producciones extranjeras y proyectos televisivos en Estados Unidos. En 1972 apareció en el filme Pat Garrett & Billy the Kid, dirigida por Sam Peckinpah. Katy recibió uno de sus mejores papeles dramáticos en el último episodio de la película mexicana Fe, Esperanza y Caridad (1973). Dirigida por Jorge Fons, Katy interpreta el papel de Eulogia, una mujer de clase baja que sufre una serie de abusos burocráticos al reclamar los restos de su marido muerto. Su gran expresión dramática le valió por segunda ocasión el Premio Ariel del cine mexicano. Jurado reconoció que esta fue su mejor actuación: "Un personaje que se me quedó muy adentro", reconocería luego.
En 1973, protagonizó en Broadway la pieza teatral de Tennessee Williams The Red Devil Battery Sign, con Anthony Quinn y Claire Bloom.
Otros proyectos cinematográficos destacados de Jurado en la década de los setenta fueron las cintas El elegido (1974), de Servando González, y Los albañiles (1975), de nuevo dirigida por Jorge Fons y de nuevo con Ignacio López Tarso como pareja fílmica (cinta ganadora en el Festival de Cine de Berlín). En 1976, el escritor Mario Vargas Llosa la dirigió en la versión cinematográfica de su novela Pantaleón y las visitadoras, producción que Katy abandonó antes de terminar el rodaje por diferencias con el autor. En 1978 realizó un pequeño papel en la cinta The Children of Sánchez (1978), donde alterna con Anthony Quinn y por única vez con Dolores del Río, otra actriz mexicana con destacada carrera en Hollywood.
Jurado volvió a aparecer en la televisión estadounidense de manera frecuente en la década de los 70, con apariciones especiales en series como Playhouse Theater y The Rifleman. 
En 1979 Katy filma La seducción (1979), dirigida por Arturo Ripstein, con quien mantuvo disputas continuas durante el rodaje, llegando a cuestionar públicamente su capacidad como director. Mientras filmaba la cinta Barrio de campeones (1981), la tragedia la golpeó cuando su hijo muere a la edad de 35 años en un accidente automovilístico en Montemorelos.
A pesar de la depresión por la muerte de su hijo, en 1984 actuó en la producción de México y Estados Unidos Under the Volcano, dirigida por John Huston. En 1985, Katy fue nombrada Comisionada de Promoción por el gobierno del estado mexicano de Morelos. En esa posición, correspondió a ella otorgar permisos de rodaje y organizó alojamiento para los equipos de filmación. El resto de la década Katy solo actuó en algunas cintas estadounidenses para la televisión. También coprotagonizó la efímera serie de televisión a.k.a. Pablo en 1984, una serie de comedia de situación para la ABC, con Paul Rodríguez.
En la década de los 1990 Katy reapareció en las telenovelas mexicanas Más allá del puente (1993) y Te sigo amando (1996). En 1992, Jurado fue honrada con el premio Bota de Oro por su notable contribución a las películas wéstern.
En 1998 Katy regresó al cine. Su última aparición cinematográfica estadounidense fue en el wéstern de Stephen Frears Hi-Lo Country, coronando una carrera de medio siglo en el cine estadounidense. En 1998, completó su carrera en el cine mexicano, dirigida nuevamente por Arturo Ripstein en El evangelio de las maravillas. 
En 2002 hizo su última aparición en la película Un secreto de Esperanza, de Leopoldo Laborde, estrenada de manera póstuma tras el deceso de la actriz.

## Vida personal
En 1940, Katy se casó con el actor y escritor mexicano Víctor Velázquez (futuro padrastro de las actrices mexicanas Lorena Velázquez y Tere Velázquez). De este matrimonio nacieron sus dos hijos: Víctor Hugo y Sandra. El matrimonio terminó en divorcio en 1946. Su hijo Víctor falleció en un trágico accidente automovilístico en Monterrey en 1981, mientras Katy filmaba la cinta Barrio de campeones, hecho que sumió a la actriz en una profunda depresión de la que nunca se recuperó totalmente.

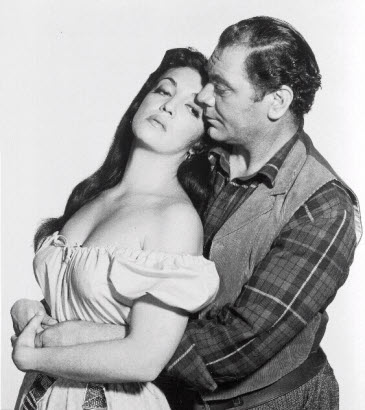
Jurado junto a Ernest Borgnine, su segundo marido, en la película The Badlanders (1958).

En 1954, durante el rodaje en México de la película Vera Cruz, Katy conoció al actor estadounidense Ernest Borgnine. La pareja comenzó un romance que derivó en matrimonio el 31 de diciembre de 1959. Katy reveló: «Borgnine y yo nos conocimos accidentalmente cuando chocamos en un corredor oscuro a la salida de un restaurante. Él me persiguió por dos años. ¿Qué hice yo para que este hombre me ame de esa manera? Nuestro noviazgo fue uno de los periodos más bellos de mi vida. Nos casamos poco después, pero sus celos e inseguridades convirtieron nuestro matrimonio en un infierno». La pareja terminó divorciándose en 1963.
En sus años en Hollywood, además de casarse, también afirmó tener breves romances con algunos actores como John Wayne y Tyrone Power, así como con el director Budd Boetticher. Marlon Brando se enamoró de Katy después de verla en High Noon. Él estaba casado en ese momento con Movita Castaneda, y estaba teniendo una relación paralela con Rita Moreno. Brando le dijo a Joseph L. Mankiewicz que se sintió atraído por «sus ojos enigmáticos, negros como el infierno, que lo miran a uno como flechas de fuego». Katy entabló una estrecha amistad con él cuando Brando filmó ¡Viva Zapata! (1952) en México. Años después recordaría en una entrevista que Marlon «me llamó una noche para una cita, y yo acepté. Lo sabía todo acerca de Movita. Sabía que tenía algo con Rita Moreno. Pero, ¡diablos!, era sólo una cita. No me iba a casar con él». Sin embargo, esa primera cita fue el comienzo de un romance prolongado que duró muchos años y alcanzó su punto máximo en el momento en que trabajaron juntos en la película One-Eyed Jacks (1960), dirigida por el propio Brando. «Marlon y yo fuimos muy amigos. Yo digo que nosotros fuimos verdaderos amigos del alma. Nosotros hablamos alma con alma», reveló Katy.
Aunque la actriz generalmente omitiera el asunto, para sus allegados, el amor imposible de la actriz fue el conocido playboy dominicano Porfirio Rubirosa, casado con la rica heredera de Woolworth Barbara Hutton. No obstante, Katy llegó a revelar que su verdadero amor fue el novelista de wésterns Louis L'Amour. Jurado dijo: «Tengo cartas de amor que él me escribió hasta el último día de su vida, pero por nuestros trabajos, nunca pudimos coincidir, pero él era el hombre de mi vida y yo, la mujer de su vida. Debí haberme casado con ese hombre...».
Durante su vida, cosechó amistad con varias figuras de la industria del cine tanto de Hollywood como de México. Entre ellas se destacan Burt Lancaster, Sam Peckinpah, Frank Sinatra, Jack Palance, John Huston, John Wayne, Sammy Davis Jr., Elvis Presley, Jorge Negrete, Cantinflas, Pedro Armendáriz, Dolores del Río y muchos otros más.
Katy Jurado también afirmó ser una de las primeras personas en encontrar el cuerpo sin vida de la actriz mexicana Miroslava Stern después de su trágico suicidio. De acuerdo a lo dicho por ella, la foto que Miroslava tenía entre las manos era de Cantinflas, pero la representante artística Fanny Schatz la cambió por una del torero español Luis Miguel Dominguín.

## Muerte
Hacia el final de su vida, Jurado sufría de enfermedades del corazón y los pulmones. Murió de insuficiencia renal y enfermedad pulmonar el 5 de julio de 2002, a la edad de 78 años, en su casa de Cuernavaca, Morelos, México. Fue enterrada en Cuernavaca, México, en el Panteón de La Paz.

## Legado

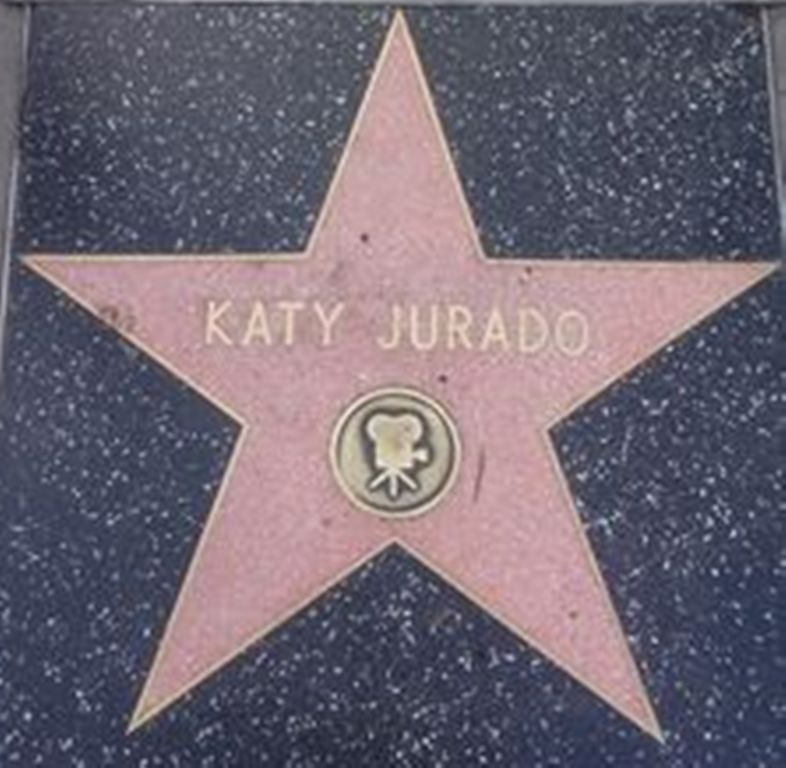
Estrella de Katy Jurado en el Paseo de la Fama de Hollywood.

Katy Jurado tiene una estrella en el Paseo de la Fama de Hollywood, en el 7065 de Hollywood Boulevard, por su contribución al cine. Fue homenajeada en el Festival Internacional de Cine de Guadalajara y junto con otras personalidades del cine en la 75.ª Ceremonia de los Premios Óscar.
En 1998, el cantante y compositor mexicano Juan Gabriel le compuso una canción titulada «Que rechula es Katy».

## Filmografía

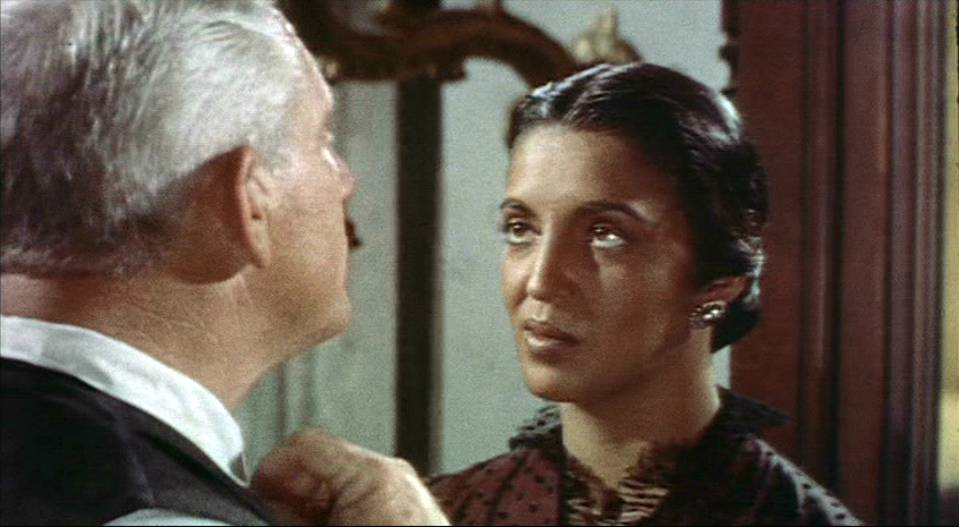
Spencer Tracy junto a Katy Jurado en Broken Lance (1954).

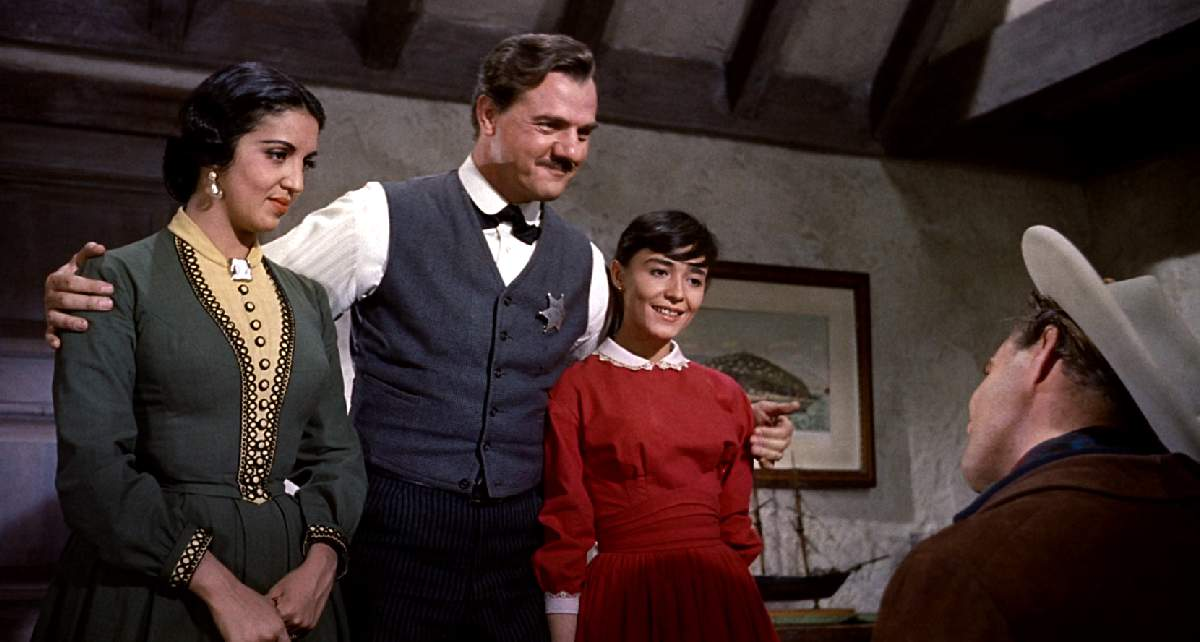
Jurado (izquierda) y Pina Pellicer siendo abrazadas por Karl Malden mientras observan a Marlon Brando en One-Eyed Jacks (1961).

## Premios y nominaciones

### Premios Óscar
| Año  | Categoría               | Trabajo nominado | Resultado |
| ---- | ----------------------- | ---------------- | --------- |
| 1955 | Mejor actriz de reparto | Lanza rota       | Nominada  |

### Premios Globo de Oro
| Año  | Categoría               | Trabajo nominado | Resultado |
| ---- | ----------------------- | ---------------- | --------- |
| 1952 | Mejor actriz de reparto | High Noon        | Ganadora  |

### Premios Ariel
| Año  | Categoría                  | Trabajo nominado               | Resultado |
| ---- | -------------------------- | ------------------------------ | --------- |
| 1954 | Mejor coactuación femenina | El bruto                       | Ganadora  |
| 1974 | Mejor actriz               | Fe, esperanza y caridad        | Ganadora  |
| 1982 | Mejor actriz               | La seducción                   | Nominada  |
| 1997 | Ariel de Oro               | A la trayectoria               | Ganadora  |
| 1999 | Mejor coactuación femenina | El evangelio de las maravillas | Ganadora  |

### Premios TVyNovelas
| Año  | Categoría                                   | Trabajo nominado      | Resultado |
| ---- | ------------------------------------------- | --------------------- | --------- |
| 1998 | Mejor primera actriz                        | Te sigo amando        | Ganadora  |
| 1995 | Reconocimiento a la trayectoria como actriz | Trayectoria artística | Ganadora  |